# Щелочная выпечка

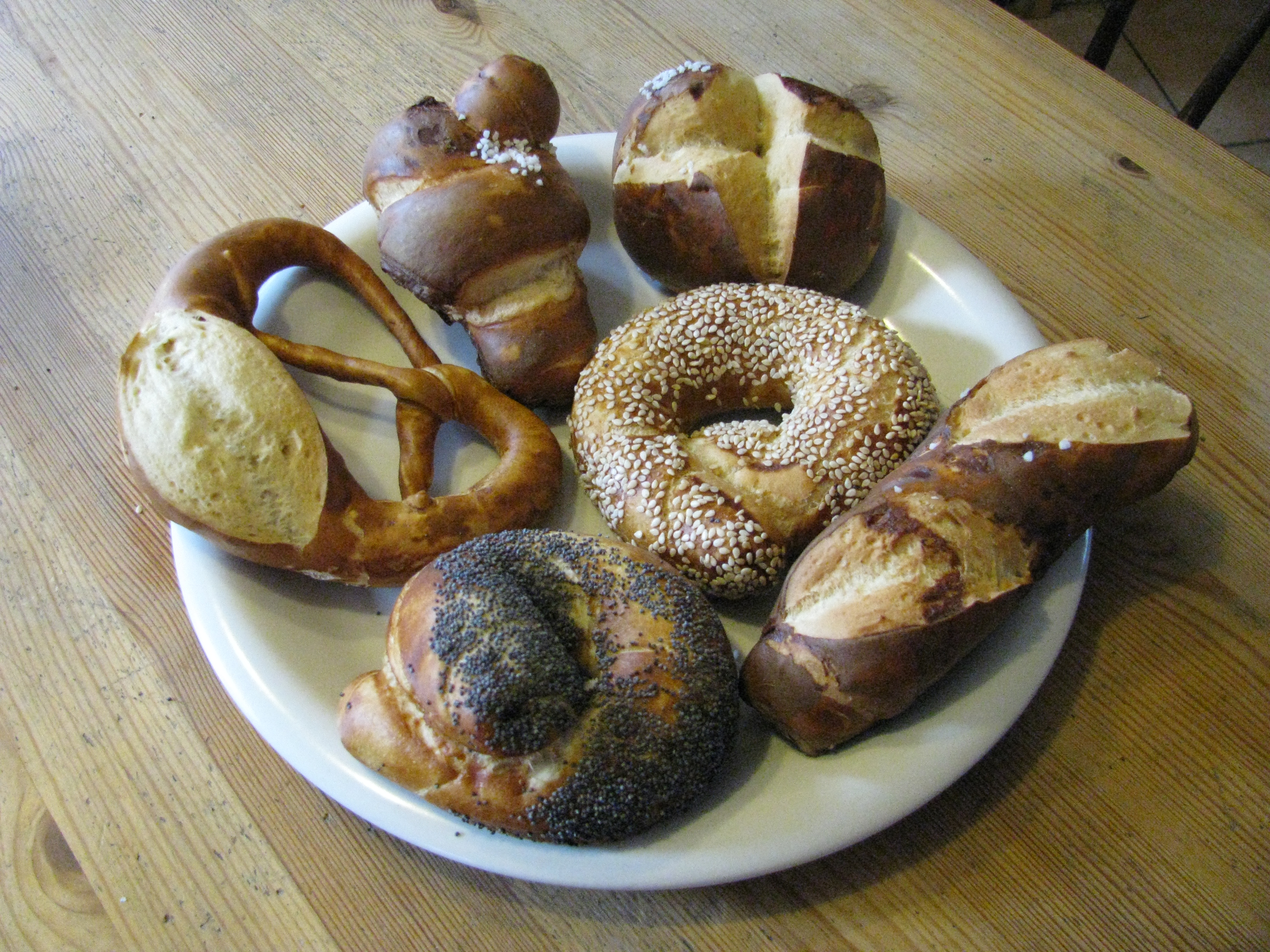
Щелочная выпечка

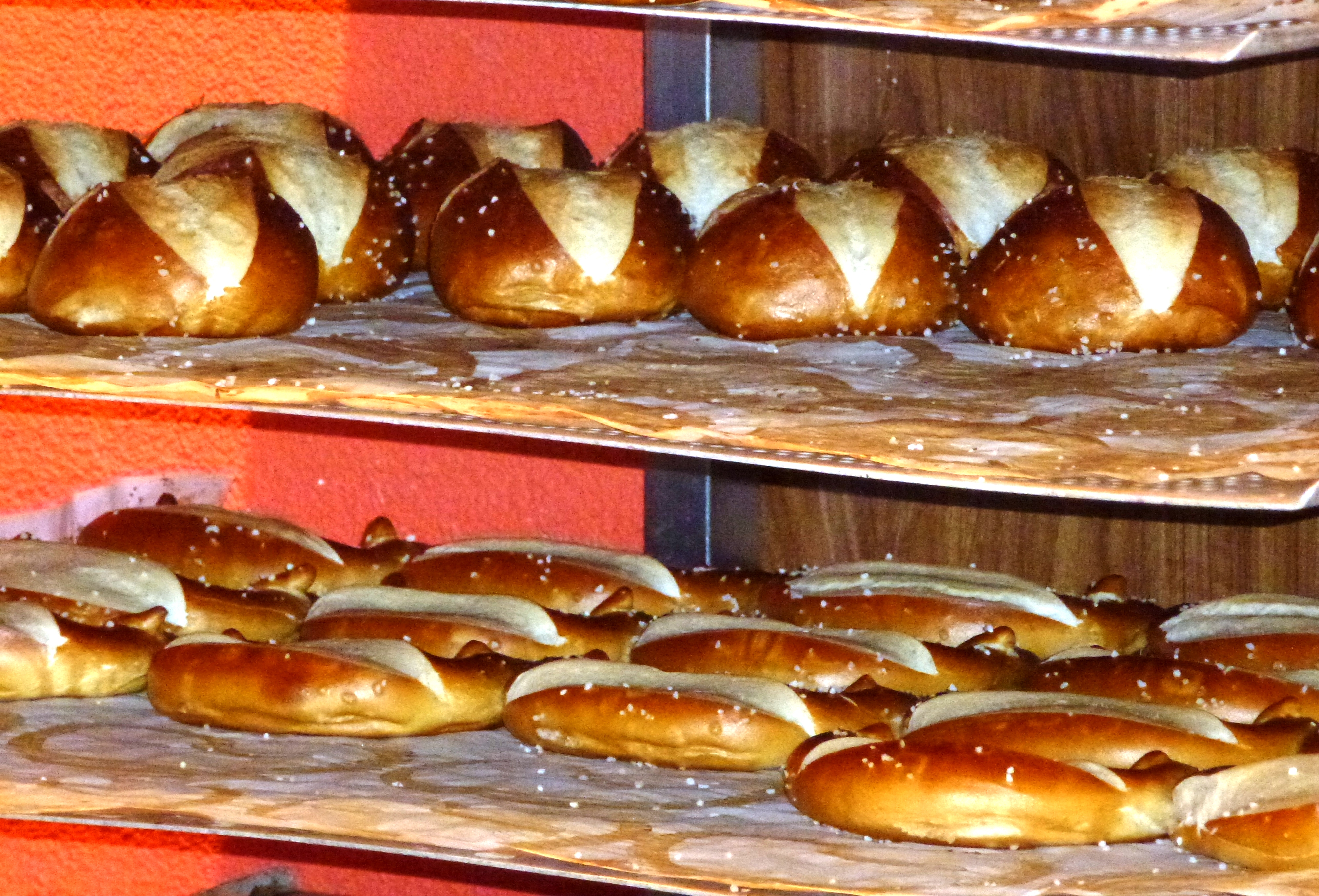
«Брецельные» булочки и брецели

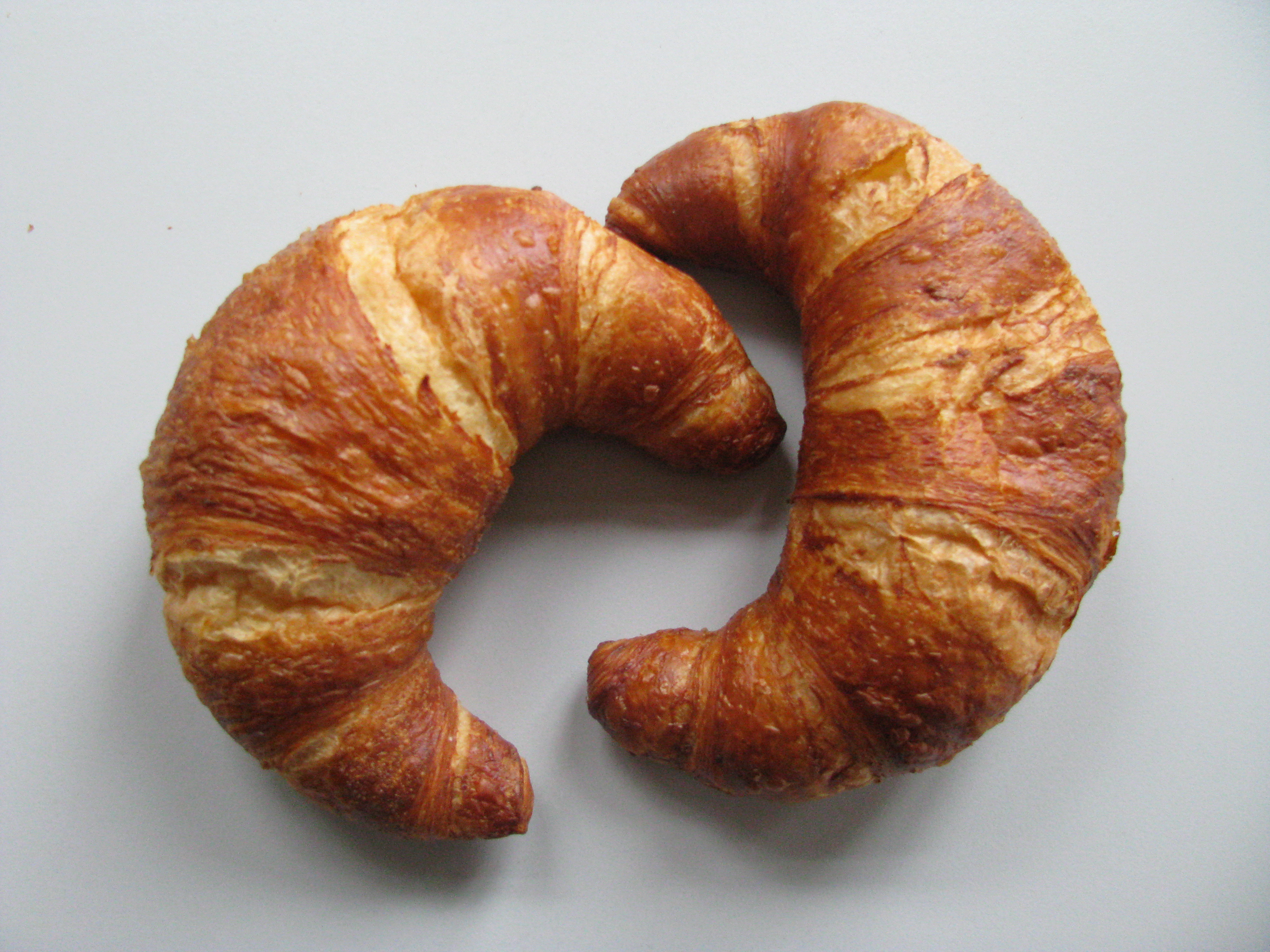
«Брецельные» круассаны

Щелочная выпечка, содовая выпечка (нем. Laugengebäck) — в Южной Германии, Австрии и Швейцарии подвид булочной мелочи с характерной тонкой и блестящей корочкой интенсивного каштаново-коричневого цвета, изготавливаемый из плотного дрожжевого теста на пшеничной муке, иногда называемого «брецельным» по названию наиболее узнаваемого продукта. Помимо брецелей по технологии щелочной выпечки изготавливают также булочки, багеты, солёные палочки и даже круассаны и «конфеты» размером с пралине, посыпанные маком или кунжутом. В Ульме выпекают щелочных «воробьёв» в честь символа города.
Тестовые заготовки для щелочной выпечки перед выпеканием обрабатывают водным раствором щёлочи — гидроксида натрия. Гидроксид натрия, иначе называемый «каустической содой», зарегистрирован как пищевая добавка Е 524 и используется в концентрации, не превышающей 4 %. При погружении в щелочной раствор клейковина на поверхности теста взаимодействует со щёлочью с выделением аминокислот, которые вступают в реакцию Майяра с сахарами. Обработанные щёлочью тестовые заготовки не должны соприкасаться непосредственно с алюминиевыми противнями, поскольку гидроксид натрия разрушает их защитную оксидную плёнку, образуя алюминат натрия. Щелочную выпечку не следует выпекать на алюминиевых противнях или на алюминиевой фольге, поскольку это приводит к повышенному содержанию алюминия в конечной продукции, превышающему допустимые нормы в 15 раз.
Существует несколько легенд, повествующих об изобретении щелочной выпечки. В Швабии считают, что её случайно изобрёл в 1477 году урахский булочник Фридер, чья кошка перевернула противень, подготовленный для отправки в печь, и все заготовки булочек упали в ведро со щёлочью. В баварской версии изобретателем щелочной выпечки выступает пекарь Антон Непомук Пфанненбреннер, который работал в мюнхенской кофейне поставщика королевского двора Йозефа Эйллеса. 11 февраля 1839 года он допустил непоправимую оплошность, покрыв брецели вместо сахарной глазури раствором каустической соды, разведённой для очистки противней. Результат был ошеломительным, и в тот же день щелочным брецелем уже угощали посланника королевства Вюртемберг Вильгельма Эйгена фон Урзингена. Однако эта версия является вымыслом, поскольку ни пекаря, ни посланника с такими именами не существовало, а Эйллес своё предприятие на тот момент ещё не открыл.